# 贝莱巴坦
贝莱巴坦（Belebathan），是印度西孟加拉邦Barddhaman县的一个城镇。总人口4292（2001年）。

## 人口
该地2001年总人口4292人，其中男性2290人，女性2002人；0—6岁人口637人，其中男331人，女306人；识字率54.22%，其中男性为67.34%，女性为39.21%。